# Мирза Ибрагим-бек Сяба
Мирза Ибрагим-бек Сяба (азерб. Mirzə İbrahim bəy Səba; 1801—1877) — азербайджанский поэт.Писал под псевдонимом Сяба.

## Жизнь
Мирза Ибрагим-бек Гасан-ага оглы Агаев родился в 1801 году в городе Шуша. Грамоте обучил его отец, позднее он поступил в медресе, где приобщился к религиозной и другим наукам. Из-за образованности и всесторонних знаний в народе его называли "Мирза".
Занимался он преподавательской деятельностью. Великолепно владел пером и красивым почерком. Под псевдонимом "Сяба" написал множество проникновенных стихотворений.
Мир Мовсун Навваб он нем писал: "Мирза Ибрагим Гасан-ага оглы один из уважаемых, почитаемых мулл и поэтов Карабаха. Родом он из Баязида. Свои работы писал под псевдонимом "Сяба".  Иногда декламировал стихи. Нам известны его сборники стихов".
Исследователь, автор тезкире (антологии) о литераторах своего времени Мухаммед ага Муджтехидзаде тоже отмечал творчество Мирзы Ибрагима  в своих работах. 